# 스탕다르 리에주

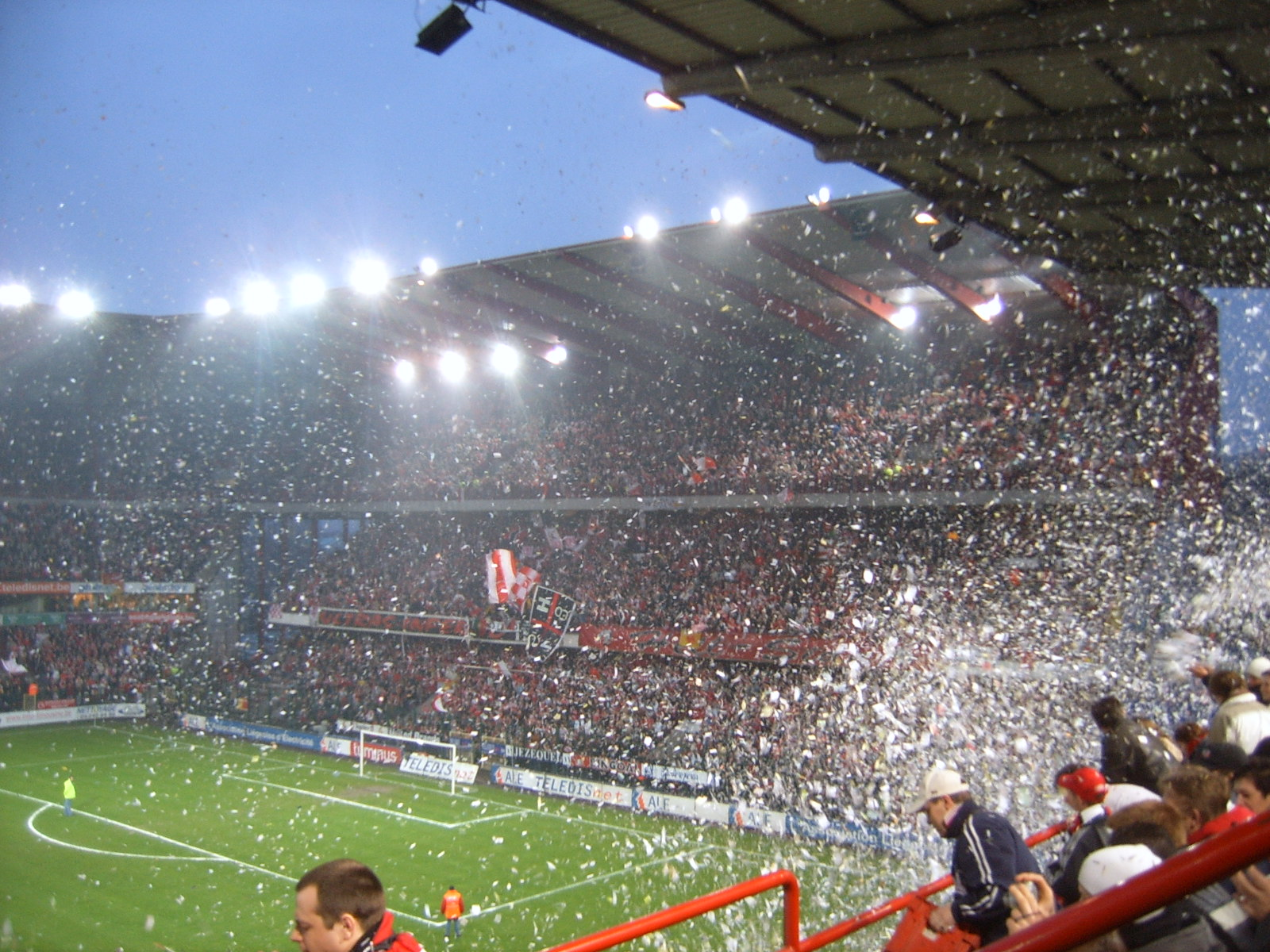

루아얄 스탕다르 드 리에주(Royal Standard de Liège), 약칭 스탕다르 리에주(Standard Liège)는 벨기에의 축구 클럽으로 리에주에 연고를 두고 있다.

## 역사
스탕다르 리에주는 1900년에 리에주의 학생들에 의해 그 당시 파리의 유명한 클럽인 스탕다르 드 파리의 이름을 본따 만들어졌다. 클럽 역사상 최고의 성적은 1981-82시즌의 UEFA 컵 위너스컵 준우승이다. 위너스컵 결승전에서 FC 바르셀로나를 만나 선제골을 넣었지만 역전당하여 2-1로 패하고 말았다.
또한 일본 국가대표팀 주전 골키퍼 가와시마 에이지, 이란 국가대표팀 주전 스트라이커 레자 구차네자드가 활약한 구단이다.

## 역대 성적

### 국내 대회
- 주필러 리그 : 10

1957-58, 1960-61, 1962-63, 1968-69, 1969-70, 1970-71, 1981-82, 1982-83, 2007-08, 2008-09
- 벨기에 컵 : 8

1954, 1966, 1967, 1981, 1993, 2011, 2016, 2018
- 벨기에 슈퍼컵 : 4

1981, 1983, 2008, 2009

### 국제대회
- UEFA 컵 위너스컵 준우승 : 1

1982
- UEFA 인터토토컵 준우승 : 1

1996

## 선수 명단

### 현역
참고: FIFA 자격 규정에 따라 소속된 국가대표팀 국기를 표시합니다. 선수는 복수의 FIFA 비회원국 국적을 가지고 있을 수 있습니다.
| 번호 | 포지션 | 국적         | 이름                      |
| ---- | ------ | ------------ | ------------------------- |
| 4    | DF     | 크로아티아   | 보스코 수탈로             |
| 6    | MF     |              | 소티리스 알렉산드로풀로스 |
| 7    | MF     | 크로아티아   | 마르코 불라트             |
| 8    | MF     | 코트디부아르 | 라자르 아마니             |
| 9    | FW     |              | 앤디 제키리               |
| 11   | FW     |              | 데니스 에커트             |
| 24   | MF     |              | 에이든 오닐               |
| 31   | GK     | 아일랜드     | 개빈 바주누               |
| 41   | DF     |              | 어틸러 설러이             |

| 번호 | 포지션 | 국적     | 이름                  |
| ---- | ------ | -------- | --------------------- |
| 77   | FW     | 베냉     | 안드레아스 아운톤지리 |
| 88   | DF     | 잉글랜드 | 헨리 로렌스           |

## 역대 감독
| 감독          | 임기        |
| ------------- | ----------- |
| 루이 필로     | 1984 ~ 1985 |
| 요스 다르던   | 1996 ~ 1997 |
| 라슬로 뵐뢰니 | 2008 ~ 2010 |
| 카를 후프컨스 | 2023 ~      |